# Vláda Bohuslava Sobotky
Vláda Bohuslava Sobotky byla od 29. ledna 2014 do 13. prosince 2017 vláda České republiky, sestavená po volbách do Poslanecké sněmovny v roce 2013. Tvořilo ji 8 zástupců České strany sociálně demokratické, 6 zástupců ANO 2011 a 3 zástupci Křesťanské a demokratické unie – Československé strany lidové. Předseda vlády Bohuslav Sobotka byl prezidentem Milošem Zemanem jmenován premiérem v pátek 17. ledna 2014. Vláda dne 18. února 2014 požádala Poslaneckou sněmovnu o důvěru, která jí byla vyslovena, pro bylo 110 ze 181 přítomných poslanců. Dne 29. listopadu 2017 podala vláda Bohuslava Sobotky po ustavující schůzi nově zvolené Poslanecké sněmovny demisi, kterou prezident Zeman přijal 5. prosince téhož roku. Po jmenování první vlády Andreje Babiše dne 13. prosince 2017 ukončila své působení v úřadu. Sobotkova vláda se tak stala teprve třetí vládou samostatné České republiky, která dokončila své funkční období.

## Vznik vlády
V červnu 2013 podal tehdejší premiér Petr Nečas demisi kvůli tzv. kauze Nagyová. Následně byla prezidentem republiky jmenována vláda Jiřího Rusnoka, kterou někteří nazývají vládou přátel Miloše Zemana. Tato vláda však nedostala v Poslanecké sněmovně důvěru, a proto také podala demisi. Poté se většina stran v tehdejší Poslanecké sněmovně dohodla na jejím rozpuštění. Prezident pak vyhlásil předčasné volby na konec října.

### Vnitrostranický puč v ČSSD
Od vyhlášení předběžných výsledků voleb se diskutovalo o možnosti uzavření koalice mezi vítěznou ČSSD, hnutím ANO miliardáře Andreje Babiše a KDU-ČSL. Ještě v sobotu 26. října 2013 večer, tedy v den uzavření volebních místností, se představitelé tzv. protisobotkovské frakce v ČSSD v čele s 1. místopředsedou strany Michalem Haškem sešli na zámku v Lánech s prezidentem Milošem Zemanem, jenž byl rovněž považován za odpůrce Bohuslava Sobotky, a jednali o dalším postupu v rámci ČSSD po neuspokojivém výsledku strany ve volbách. Hašek i prezidentova mluvčí Hana Burianová setkání popřeli. Následující den schválilo předsednictvo ČSSD výzvu k odstoupení Sobotky z čela strany, pro kterou hlasovali mj. účastníci lánské schůzky (Michal Hašek, Milan Chovanec, Zdeněk Škromach, Jeroným Tejc a Jiří Zimola). Sobotka odmítl odstoupit, a tak byl odvolán z týmu pověřeného vyjednávat o koalici, jehož členy se stali Hašek, Chovanec, Tejc a Lubomír Zaorálek. Sobotkův spojenec Jiří Dienstbier označil postup proti předsedovi strany za popravu. Předseda ANO Andrej Babiš označil dění v ČSSD za destabilizaci politické situace.
V pondělí Sobotka oznámil, že povede vlastní vyjednávání o vládě, na čemž se domluvil i s Babišem. Na podporu předsedy ČSSD se konala u Pražského hradu demonstrace a Sobotka se na protest proti lánské schůzce nezúčastnil večerního předávání státních vyznamenání na Pražském hradě. ANO a KDU-ČSL se rozhodly, že s vyjednáváním o vládě počkají, až bude vyřešena situace v ČSSD. V úterý 29. října Hašek v pořadu Interview Daniely Drtinové na ČT24 několikrát tvrdil, že se lánská schůzka s prezidentem nekonala, avšak ještě během rozhovoru vyšlo najevo, že lhal. Schůzku totiž potvrdil Milan Chovanec, jehož vyjádření zaznělo na konci pořadu. Hašek se potom odvolával na to, že se s účastníky schůzky domluvili, že nebudou o setkání veřejně hovořit, což Chovanec porušil, a Hašek tedy uskutečnění schůzky s prezidentem rovněž potvrdil. Chovanec pak dal Sobotkovi k dispozici svou funkci ve vedení strany, ale místopředsedou zůstal. Zimola, Škromach, Hašek a Tejc postupně začátkem listopadu z funkcí ve vedení odstoupili. Hašek a Tejc ale po odstoupení znovu vyzvali k odpovědnosti za výsledek voleb i Sobotku. Prezident Zeman odmítl označení lidí, kteří hlasovali proti Sobotkovi, za pučisty a odmítl další vyjádření k situaci uvnitř strany.
Ústřední výkonný výbor ČSSD 10. listopadu zrušil usnesení předsednictva vyzývající Sobotku k rezignaci, pověřil jej vyjednáváním o budoucí vládě a potvrdil jeho nominaci na předsedu vlády za ČSSD.

### Vyjednávání o koalici
Ještě 10. listopadu zahájila ČSSD jednání o vládě  s hnutím ANO, další den pak s KDU-ČSL. Obě menší strany se mezitím dohodly, že do vlády vstoupí buď obě, nebo žádná, tedy že nevznikne menšinová vláda s účasti jedné a za podpory druhé. Nejdříve probíhala jednání pouze mezi zástupci ČSSD a ANO. Programy obou stran se do značné míry shodovaly. Spory panovaly v otázkách daňové politiky, důchodové reformy a poplatků u lékaře. Zatímco ČSSD chtěla některé daně zvýšit, ANO bylo proti a tvrdilo, že stát musí šetřit a zamezit krádežím ve veřejném prostoru. Obě strany také požadovaly post předsedy Poslanecké sněmovny a ministra financí. Největším sporným bodem s KDU-ČSL byla otázka církevních restitucí, jejichž podmínky chtěla upravit zejména ČSSD.
Prezident Zeman oficiálně pověřil Sobotku 21. listopadu jednáním o vládě a oba se dohodli na pravidelných schůzkách, na nichž bude Sobotka prezidenta o vyjednávání informovat. Strany se pak dohodly na tom, že ČSSD získá post předsedy Poslanecké sněmovny a ANO post ministra financí. Po volbě vedení Sněmovny byla zahájena trojstranná jednání. Strany se shodly na schválení rozpočtu na rok 2014 a na přijetí zákona o státní službě.
Strany se pak zadrhly při vyjednávání o poměru sil v koalici, které bylo navíc ještě zdrženo studijní cestou předsedy KDU-ČSL Pavla Bělobrádka do USA. Sobotka navrhl poměr 8:7:2, při čemž KDU-ČSL nabídl resorty zdravotnictví a kultury. Lidovci to odmítli a požadovali ministerstvo zemědělství a 3 místa ve vládě. ČSSD a ANO zase vedly spory o zahraničí a vnitro. Ve druhém návrhu Sobotka nabídl lidovcům ministerstva práce a sociálních věcí a dopravy, ale ti stále trvali na zemědělství. Na schůzce předsedů stran se tak mluvilo i o možnosti menšinové vlády bez KDU-ČSL, ale pokračovala pouze jednání o trojkoalici. Celostátní výbor KDU-ČSL souhlasil 21. prosince se třetí nabídkou (posty místopředsedy vlády pro vědu a výzkum a ministrů zemědělství a kultury) a zároveň nominoval kandidáty na ně.
Dne 6. ledna 2014 zástupci všech tří stran podepsali koaliční smlouvu a představili seznam kandidátů na ministry. Sobotka byl pak ze strany komentátorů i politiků kritizován, že v návrhu ministrů za ČSSD není v rozporu s dlouhodobým programem strany žádná žena. Politování nad tím vyslovila i místopředsedkyně ČSSD a členka vyjednávacího týmu Alena Gajdůšková. Sobotka se bránil tím, že „vycházel z možností, které ČSSD v dané chvíli má“. Když se nominace na ministra práce a sociálních věcí z osobních důvodů vzdal Petr Krčál, pokusil se Sobotka nerovnost v zastoupení žen za ČSSD napravit. Podle mediálních informací zvažoval na toto místo pět kandidátek a nakonec vybral Michaelu Marksovou-Tominovou.

### Kritika a podmínky prezidenta
Již krátce po volbách prezident Miloš Zeman oznámil, že nejmenuje žádného ministra, který by neměl čisté lustrační osvědčení, což bylo v souladu s dosavadní praxí. Na nutnosti osvědčení pro ministry ale panovaly různé názory. Tento požadavek byl ale vnímán jako krok proti Andreji Babišovi, jenž usiloval o post ministra financí a vedl na Slovensku soudní spor o to, zda byl spolupracovníkem Státní bezpečnosti, jak vyplývá z jejích svazků. Zeman začátkem prosince sdělil, že Babiše jmenuje ministrem, pokud v prosinci projde služební zákon prvním čtením v Poslanecké sněmovně.
Po Novém roce, 3. ledna 2014, Bohuslav Sobotka přinesl prezidentu Zemanovi navrhovaný seznam ministrů. Na schůzce ale nemluvili o jmenování vlády ani premiéra. Zeman již předtím dával najevo, že nemusí jmenovat všechny ministry. Prezident vyjádřil pochybnosti o odbornosti Martina Stropnického na vedení ministerstva obrany a vyslovil domněnku, že by na ministerstvu mohl dopadnout jako Karolína Peake. Spekulovalo se rovněž o jeho neochotě jmenovat kvůli špatným vztahům z minulosti Lubomíra Zaorálka, Jiřího Dienstbiera a Vladimíra Špidlu, o němž se uvažovalo jako o ministru práce a sociálních věcí. Zeman byl obviňován, že se jmenováním Sobotkova kabinetu váhá, aby udržel co nejdéle u moci Rusnokovu vládu, což odmítl.
Na tiskové konferenci 10. ledna prezident vyjádřil výtky vůči několika kandidátům na ministry. Milanu Chovancovi vyčetl „pochybné studium“ (Chovanec absolvoval bakalářský program na plzeňských právech za 9 měsíců), Janu Mládkovi, že v minulosti nedostal bezpečnostní prověrku na stupeň tajné, když o ni zažádal (Mládek tvrdí, že řízení bylo přerušeno) a Jiřímu Dienstbierovi, že chce kandidovat jako lídr strany ve volbách do Evropského parlamentu a zároveň být ministrem (Dienstbier byl pro kandidaturu zvažován, ale Sobotka to nakonec přehodnotil). Neadresně o jednom ministrovi prohlásil, že nemá dostatečnou publikační činnost v oboru. Kromě toho označil Mariana Jurečku za „popletu“ (Jurečka dříve kritizoval prezidenta za údajnou opilost při vyzvedávání korunovačních klenotů). Prezident zároveň potvrdil, že trvá na schválení služebního zákona před jmenováním vlády. Oznámil, že premiéra ale jmenuje 17. ledna, tedy rekordních 83 dnů po volbách.
Prezident byl za úvahy o tom, že by nemusel Sobotku nebo některé ministry jmenovat, kritizován. Třeba podle politoložky Vladimíry Dvořákové nenese prezident za vládu odpovědnost, a tak by o jejím složení neměl rozhodovat. Bohuslav Sobotka připustil, že prezident může mít ústavní nebo zákonné výhrady vůči ministrů, ale odmítl akceptovat jeho politické výhrady a případně vyměnit ministry, kteří by se Zemanovi nelíbili.
Dne 22. ledna si prezident pozval na Pražský hrad prvních sedm kandidátů na ministry (Babiše, Bělobrádka, Chovance, Stropnického, Jurečku, Němečka, Prachaře), se kterými probral jejich vize o vedení jednotlivých rezortů. Další schůze se uskutečnily 23. ledna, kdy přijal dalších sedm kandidátů (Mládka, Chládka, Jourovou, Válkovou, Brabce, Hermana, Marksovou-Tominovou). Poslední schůze se uskutečnily 28. ledna, kdy se prezident sešel se Zaorálkem a Dienstbierem. Žádný kandidát po schůzi neuvedl, že by jej prezident odmítl jmenovat.

## Legitimita vlády
Legitimita vlády od občanů České republiky na základě výsledků voleb.
| vládní strana         | počet hlasů ve volbách | % zisk  | počet mandátů v PSP ČR | počet křesel ve vládě | předseda strany  |
| --------------------- | ---------------------- | ------- | ---------------------- | --------------------- | ---------------- |
| ČSSD                  | 1 016 829              | 20,45 % | 50                     | 8                     | Bohuslav Sobotka |
| ANO 2011              | 927 240                | 18,65 % | 47                     | 6                     | Andrej Babiš     |
| KDU-ČSL               | 336 970                | 6,78 %  | 14                     | 3                     | Pavel Bělobrádek |
| vládní strany celkově | 2 281 039              | 45,88 % | 111                    | 17                    |                  |
| ČR celkově            | 5 007 212              | 100 %   | 200                    | -                     |                  |

## Seznam členů vlády
| Úřad                                                                           | Člen vlády                           | Člen vlády         | Subjekt | Subjekt        | Nástup do úřadu  | Odchod z úřadu     |
| ------------------------------------------------------------------------------ | ------------------------------------ | ------------------ | ------- | -------------- | ---------------- | ------------------ |
| Předseda vlády                                                                 | Bohuslav Sobotka                     |                    |         | ČSSD           | 17. ledna 2014   | 13. prosince 2017  |
| 1. místopředseda vlády                                                         | Andrej Babiš                         | Andrej Babiš       |         | ANO            | 29. ledna 2014   | 24. května 2017    |
| 1. místopředseda vlády                                                         | Richard Brabec                       | Richard Brabec     |         | ANO            | 24. května 2017  | 13. prosince 2017  |
| Místopředseda vlády Ministr pro vědu, výzkum a inovace                         | Pavel Bělobrádek                     | Pavel Bělobrádek   |         | KDU-ČSL        | 29. ledna 2014   | 13. prosince 2017  |
| Ministr pro lidská práva a rovné příležitosti Předseda Legislativní rady vlády | Jiří Dienstbier                      | Jiří Dienstbier    |         | ČSSD           | 29. ledna 2014   | 30. listopadu 2016 |
| Ministr pro lidská práva a rovné příležitosti Předseda Legislativní rady vlády | Jan Chvojka                          |                    |         | ČSSD           | 1. prosince 2016 | 13. prosince 2017  |
| Ministr vnitra                                                                 | Milan Chovanec                       | Milan Chovanec     |         | ČSSD           | 29. ledna 2014   | 13. prosince 2017  |
| Ministryně práce a sociálních věcí                                             | Michaela Marksová                    | Michaela Marksová  |         | ČSSD           | 29. ledna 2014   | 13. prosince 2017  |
| Ministryně pro místní rozvoj                                                   | Věra Jourová                         | Věra Jourová       |         | ANO            | 29. ledna 2014   | 3. října 2014      |
| Ministryně pro místní rozvoj                                                   | Karla Šlechtová                      | Karla Šlechtová    |         | ANO            | 8. října 2014    | 13. prosince 2017  |
| Ministr zdravotnictví                                                          | Svatopluk Němeček                    | Svatopluk Němeček  |         | ČSSD           | 29. ledna 2014   | 30. listopadu 2016 |
| Ministr zdravotnictví                                                          | Miloslav Ludvík                      | Miloslav Ludvík    |         | ČSSD           | 1. prosince 2016 | 13. prosince 2017  |
| Ministr financí                                                                | Andrej Babiš                         | Andrej Babiš       |         | ANO            | 29. ledna 2014   | 24. května 2017    |
| Ministr financí                                                                | Ivan Pilný                           | Ivan Pilný         |         | ANO            | 24. května 2017  | 13. prosince 2017  |
| Ministr zahraničních věcí                                                      | Lubomír Zaorálek                     | Lubomír Zaorálek   |         | ČSSD           | 29. ledna 2014   | 13. prosince 2017  |
| Ministr(yně) spravedlnosti                                                     | Helena Válková                       |                    |         | ANO            | 29. ledna 2014   | 1. března 2015     |
| Ministr(yně) spravedlnosti                                                     | Robert Pelikán                       | Robert Pelikán     |         | ANO            | 12. března 2015  | 13. prosince 2017  |
| Ministr kultury                                                                | Daniel Herman                        | Daniel Herman      |         | KDU-ČSL        | 29. ledna 2014   | 13. prosince 2017  |
| Ministr průmyslu a obchodu                                                     | Jan Mládek                           | Jan Mládek         |         | ČSSD           | 29. ledna 2014   | 28. února 2017     |
| Ministr průmyslu a obchodu                                                     | Bohuslav Sobotka (pověřen řízením)   | Bohuslav Sobotka   |         | ČSSD           | 1. března 2017   | 4. dubna 2017      |
| Ministr průmyslu a obchodu                                                     | Jiří Havlíček                        |                    |         | ČSSD           | 4. dubna 2017    | 13. prosince 2017  |
| Ministr zemědělství                                                            | Marian Jurečka                       | Marian Jurečka     |         | KDU-ČSL        | 29. ledna 2014   | 13. prosince 2017  |
| Ministr(yně) školství, mládeže a tělovýchovy                                   | Marcel Chládek                       | Marcel Chládek     |         | ČSSD           | 29. ledna 2014   | 5. června 2015     |
| Ministr(yně) školství, mládeže a tělovýchovy                                   | Michaela Marksová (pověřena řízením) | Michaela Marksová  |         | ČSSD           | 5. června 2015   | 17. června 2015    |
| Ministr(yně) školství, mládeže a tělovýchovy                                   | Kateřina Valachová                   | Kateřina Valachová |         | ČSSD           | 17. června 2015  | 21. června 2017    |
| Ministr(yně) školství, mládeže a tělovýchovy                                   | Stanislav Štech                      |                    |         | nestr. za ČSSD | 21. června 2017  | 13. prosince 2017  |
| Ministr obrany                                                                 | Martin Stropnický                    | Martin Stropnický  |         | ANO            | 29. ledna 2014   | 13. prosince 2017  |
| Ministr dopravy                                                                | Antonín Prachař                      | Antonín Prachař    |         | ANO            | 29. ledna 2014   | 13. listopadu 2014 |
| Ministr dopravy                                                                | Dan Ťok                              | Dan Ťok            |         | nestr. za ANO  | 4. prosince 2014 | 13. prosince 2017  |
| Ministr životního prostředí                                                    | Richard Brabec                       | Richard Brabec     |         | ANO            | 29. ledna 2014   | 13. prosince 2017  |

## Poměr sil ve vládě

### Počet ministrů
| - ČSSD    | 8 |
| - ANO     | 6 |
| - KDU-ČSL | 3 |

## Vývoj ve vládě

### Kontroverze kolem Válkové
Dne 24. března 2014 pobouřila ministryně spravedlnosti Válková veřejnost svým výrokem, když na otázku v rozhovoru pro server Echo24, jaké je její mínění o poválečném odsunu německého obyvatelstva z Československa, odpověděla: „To nejhorší. Chápu, že to byla reakce na to, co se zase Čechům dělo předtím, ale ono se toho v protektorátu zas tolik nedělo“. Podle ministra financí Babiše byl však její výrok vytržen z kontextu a celý rozhovor byl veden tendenčně za účelem ministryni poškodit. „Byla to provokace, děláte to pro Kalouska s Romanem“ uvedl Babiš na adresu „takzvaných tunelářů z Lidových novin“. Sama Válková tvrdí, že měla na mysli porovnání se situací v Polsku či Sovětském svazu.

### Fiskální pakt EU
Dne 24. března 2014 vláda schválila přistoupení Česka k evropskému fiskálnímu paktu. Podle ekonomů[kdo?] to pomůže rozpočtové zodpovědnosti a zamezí politikům nadměrně zadlužovat zemi.[zdroj?] Platit ale bude až po přijetí eura.

### Situace na Ukrajině

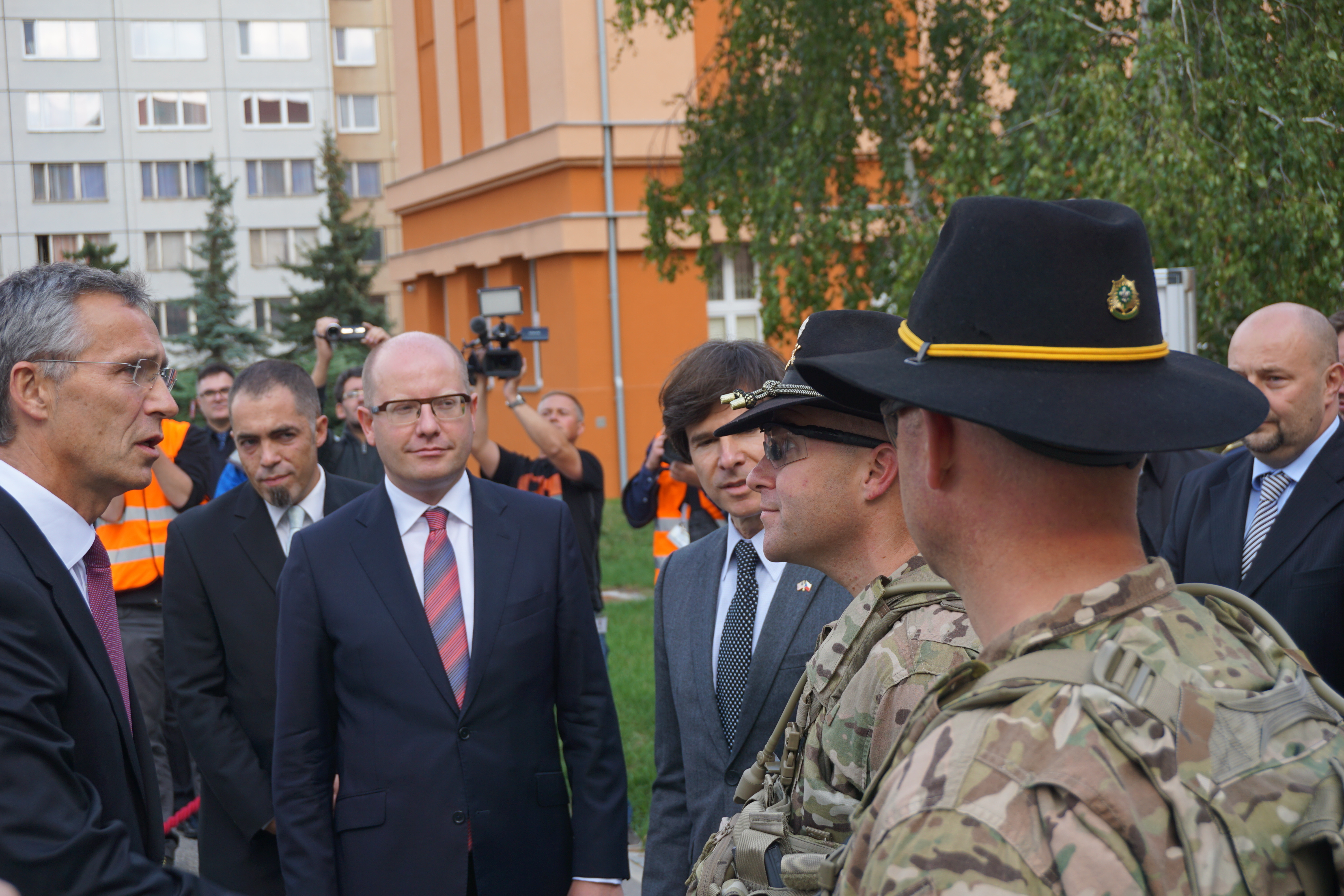
Sobotka, šéf NATO Stoltenberg a americký velvyslanec Schapiro vítají v Praze velitele operace Dragoon Ride

V rámci ukrajinské krize vláda podpořila ukrajinskou vládu. Tím však pobouřila některé poslance ČSSD, kteří tvrdí, že členové ukrajinské vlády jsou banderovci a fašisté.[zdroj?] Zároveň jim vadí příliš proukrajinský postoj ministrů Zaorálka a Dienstbiera.

### Odvolání šéfa vězeňské služby
Na počátku dubna 2014 odvolala ministryně spravedlnosti Válková šéfa vězeňské služby Petra Dohnala. Válková tvrdila, že Dohnal nebyl schopný řádně vykonávat svou funkci, navrhnout a realizovat reformu vězeňství a rozdával vysoké odměny, přičemž některé dával sám sobě. Dohnal podal proti odvolání stížnost, Válková dočasně pověřila vedením služby šéfa rapotické věznice Pavla Ondráška, který byl do funkce jmenován 28. dubna.

### Spory ve zdravotnictví
V dubnu 2014 se rozhořel spor mezi ministrem financí Babišem a ministrem zdravotnictví Němečkem krátce poté, co Němeček požádal Babiše o navýšení finančních prostředků. Babiš prohlásil, že nevěří, že Němeček rozkryje financování resortu. Zároveň uvedl, že lituje, že při povolebních koaličních vyjednáváních neusiloval o ministerstvo zdravotnictví pro hnutí ANO. Zároveň však popřel spekulace, že by si ČSSD a ANO prohodili resorty zdravotnictví a spravedlnosti.

### Urovnání vztahů s Čínou
Dne 29. dubna 2014 podepsal ministr zahraničí Zaorálek spolu se svým čínským protějškem Wangem Im prohlášení o prohloubení vzájemné politické a ekonomické spolupráce. V textu mimo jiné stojí, že „Česká republika nepodporuje samostatnost Tibetu v jakékoliv formě“. To vyvolalo vlnu nevole zejména u opozičních pravicových stran.

### Novela zákona o spotřebních daních
23. července 2014 došlo k hlasování o novele zákona o spotřebních daních. Strany vládní koalice během ní chtěly podpořit takzvanou zelenou naftu pro zemědělce. Poslanec ČSSD, Milan Urban tehdy navrhl svůj pozměňovací návrh. Ten snižoval spotřební daně u nafty o 2,50 Kč/litr a u benzínu o 1,50 Kč/litr. Urbanův návrh byl schválen také díky 17 poslancům sociální demokracie. To vyvolalo ve vládě pobouření a v médiích se objevily teorie o vzpouře proti premiéru Sobotkovi. Ten však uvedl, že řada z nich nebyla na jednání poslaneckého klubu ČSSD, kde se daná věc probírala. Proto byli „dezorientováni“ a hlasovali zmatečně. Ministr financí v reakci na výsledek hlasování prohlásil, že tak rozpočet přijde o 14 miliard Kč. Jeden z poslanců Ladislav Šincl své hlasování zpochybnil. Koalice si nakonec vymínila opakování hlasování. K tomu došlo o dva dny později, kdy byla schválena verze novely, která neobsahovala snížení cen pohonných hmot. Opakované hlasování vyvolalo nevoli opozice a objevily se zprávy, že premiér údajně křičel na své poslance hlasující pro Urbanův návrh. Pro ten nakonec hlasoval jen sám Urban. ODS oznámila, že proti postupu koalice podá stížnost k Ústavnímu soudu.

### Služební zákon
Jednou z podmínek jmenování Andreje Babiše ministrem financí bylo urychlené nabytí účinnosti služebního zákona. Opozice to však zablokovala, nelíbilo se jí především plánované zavedení generálního ředitelství státní služby. Koalice zahájila jednání s opozicí. 6. srpna tak došlo k dohodě, kdy koalice ustoupila námitkám opozice a přijala zcela nový zákon o státní službě. Podle něj již místo generálního ředitelství státní služby existuje pouze náměstek ministerstva vnitra pro státní službu. Tímto „superúředníkem“ se nakonec stal Josef Postránecký.

### Krize okolo odvolání Andreje Babiše
Předseda vlády Bohuslav Sobotka 2. května 2017 oznámil, že podá demisi do rukou prezidenta republiky Miloše Zemana. Ze strany premiéra se jednalo o reakci na kauzu korunových dluhopisů a nejasných majetkových poměrů místopředsedy vlády, ministra financí a předsedy hnutí ANO Andreje Babiše. Poté, co se začal domnívat, že prezident Zeman bude interpretovat demisi premiéra nikoli ve smyslu demise celé vlády, ale pouze jejího předsedy, změnil Bohuslav Sobotka postoj a 5. května navrhl odvolat z kabinetu Andreje Babiše k 9. květnu. Svou demisi nepodal, protože by podle jeho vyjádření nevedla k zamýšlenému cíli, ukončení Babišova vládního působení. Prezident republiky Babiše z vlády odvolal 24. května 2017. Ve funkci místopředsedy vlády jej vystřídal ministr životního prostředí Richard Brabec a v úřadu ministra financí nahradil další člen ANO a předseda sněmovního hospodářského výboru Ivan Pilný.

## Působení vlády
V roce 2014 vláda Bohuslava Sobotky odmítla finančně podporovat rozvoj jaderné energetiky, a proto firma ČEZ zrušila zadávací řízení na dostavbu dvou bloků jaderné elektrárny Temelín. Neoficiálně to bylo kvůli tomu, že po anexi Krymu bylo Rusko v nevýhodné pozici (včetně rizikové závislosti na Rusku) a tendr by vyhrála po vyřazení francouzské Arevy jediná zbývající firma v tendru – americký Westinghouse.